# Вбивця мимоволі
«Вбивця мимоволі» — радянський художній фільм 1990 року, знятий режисером Музрабом Баймухамедовим на кіностудії «Узбекфільм».

## Сюжет
Сутенер Хольоний, розбираючись із наркоділком Храпом, очищаючи, тим самим, простір для свого шефа, помітив на віддалі свідка вбивства. Він вирішив убити і її. Однак на допомогу дівчині прийшов Атабек, колишній чоловік Олени, який випадково опинився поруч і який, не підозрюючи про «мокрі» справи Хольоного, ділить із ним затишне гніздечко. У бійці Хольоний гине — і Атабек потрапляє в міліцію.

## У ролях
- Бекзод Мухаммадкарімов — Атабек Рахманкулов
- Вероніка Ізотова — Олена
- Сайдо Курбанов — Джабаров
- Фаріда Мумінова — Севара
- Якуб Ахмедов — начальник карного розшуку
- Леван Мсхіладзе — Рустік
- Ментай Утепбергенов — Мураха
- Валерій Бондаренко — Бринза
- Айдар Гарапшин — Храп (Генріх Веліханов)
- Матякуб Матчанов — Сафар Тараєв
- Шухрат Іргашев — слідчий
- Ульмас Юсупов — Кобра
- Султан Ахмедов — горбоносий водій
- Джавлон Хамраєв — Карімов
- Айбарчин Бакірова — Саїда
- Раджаб Адашев — сусід
- Бехзод Хамраєв — оперативник
- Валерій Юлдашев — оперативник
- Батур Халіков — оперативник
- Агзамджан Шакірджанов — оперативник
- Руфат Ріскієв — рефері
- Абдурауф Чариєв — епізод
- Б. Огли — епізод
- К. Іскалієв — епізод
- О. Дроздова — епізод
- Максуд Атабаєв — гість
- Саїдмурад Зіяутдінов — співробітник зоопарку
- Шухрат Умаров — епізод
- Бахтійор Назаров — епізод
- Д. Ахмедова — епізод
- В. Карімов — епізод
- Володимир Теппер — епізод
- Л. Шараєва — епізод
- С. Юнусходжаєв — епізод
- Г. Гаріфулліна — повія
- Т. Мамадалієв — епізод
- В. Кудратов — епізод
- Аброр Шаріпов — гравець

## Знімальна група
- Режисер — Музраб Баймухамедов
- Сценарист — Музраб Баймухамедов
- Оператор — Даврон Абдуллаєв
- Композитор — Ілля Дімов
- Художник — Анна Шамзіні